# Христіан Дальке
Христіан Дальке, або Кристіан Дальке (Krystian Dahlke; пом. після 1763) — військовий інженер-фортифікатор та військовик шведського або німецького походження, діяльність якого пов'язана з українськими землями Речі Посполитої. Був комендантом кам'янецької фортеці.

### Роботи

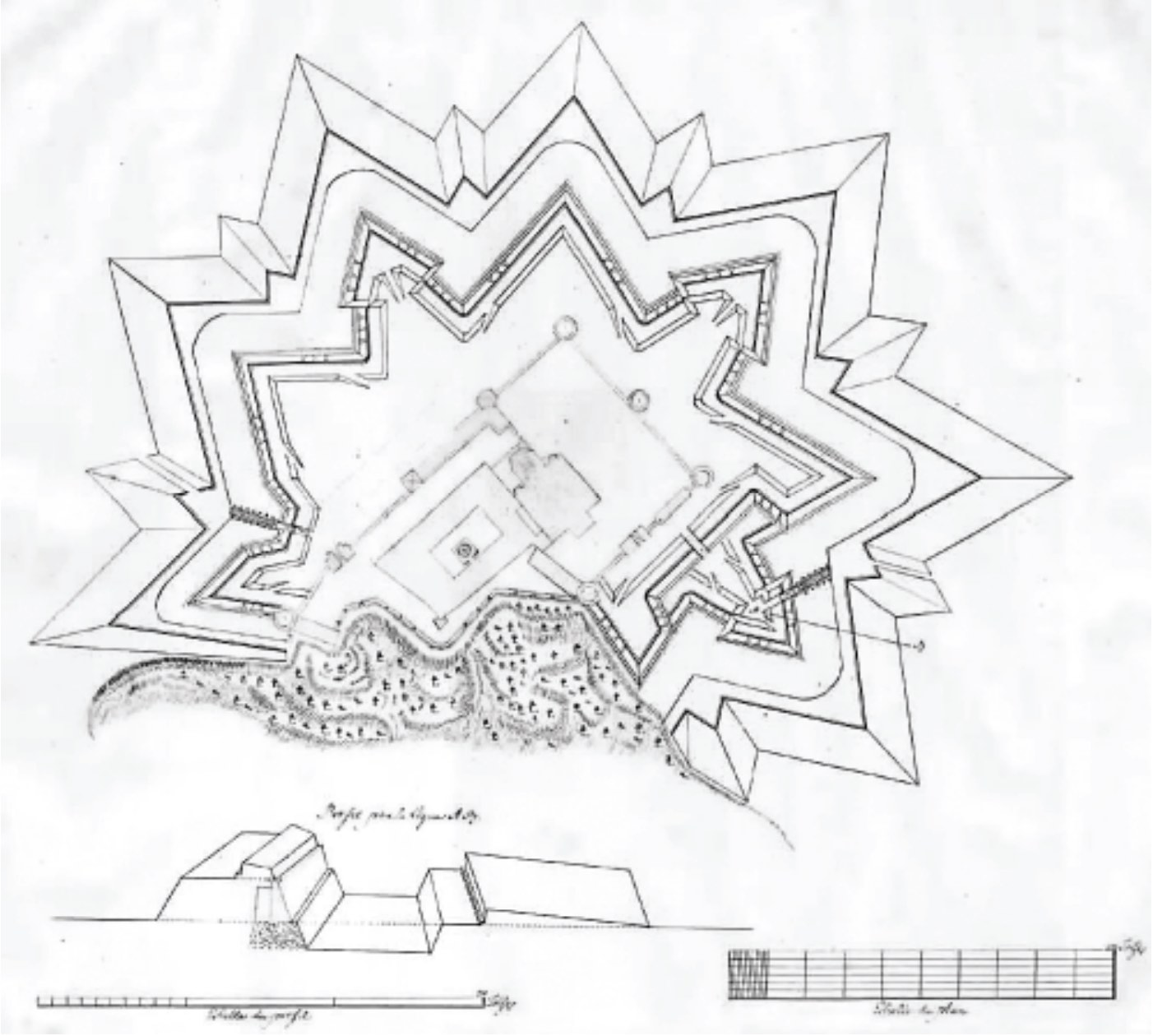
План перебудови Підкамінського монастиря

- керував роботами з реставрації Станиславівської фортеці[6]
- керував роботами наприкінці спорудження костелу єзуїтів у Станиславові[7] (нині собор Святого Воскресіння, Івано-Франківськ)
- 1753 року керував роботами[1] з реконструкції батареї Діви Марії в Кам'янці,[8] тому її ще називають як форт Дальке.
- участь у будівництві костелу святого Йосипа (нині церква Блаженного Миколая Чарнецького та новомучеників УГКЦ) в селі Підгірцях[9] (нині Бродівського району, Львівська область)
- участь у будівництві фортифікацій домініканського монастиря (нині монастир походження дерева Хреста Господнього оо. студитів) у містечку Підкамінь.[10]

## Зауваги
1. ↑  іноді його називають данцем → Роман Маленков. Івано-Франківськ. Собор Святого Воскресіння